# موسى ووكر
موسى ووكر (بالإنجليزية: Moses Fleetwood Walker)‏ (و. 1856 – 1924 م) هو لاعب كرة قاعدة، ومخترع أمريكي، ولد في ماونت بليستانت، بدأ مشواره المهني سنة 1 مايو 1884، مركز لعبه هو ملتقط، توفي في كليفلاند، أوهايو، عن عمر يناهز 68 عاماً.

## التعليم
تعلم في جامعة ميشيغان، وتعلم في كلية أوبرلين
.

## روابط خارجية
- موسى ووكر على موقعبيزبول رفرنس.كوم (الدوري الرئيسي) (الإنجليزية)
- موسى ووكر على موقعبيزبول رفرنس.كوم (الدوري الثانوي) (الإنجليزية)
- موسى ووكر على موقع جمعية أبحاث البيسبول الأمريكية (الإنجليزية)